# 어화둥둥 내 보르미
《어화둥둥 내 보르미》는 대한민국의 만화가 이윤희의 장편 만화이다. 조선시대 군담소설인 《박씨전》(朴氏傳)에서 모티브를 가져왔다. 2011년부터 2013년까지 만화잡지 《윙크》에서 연재되었다.

## 줄거리
선계의 카사노바 박처사는 천상선녀 직녀를 꼬셔 미모와 도술 능력을 두루 갖춘 딸을 낳는 데 성공한다. 아기에게만 관심이 있었던 박처사는 갓난아기를 데리고 도망치고 직녀의 눈을 피하여 16년 동안 딸 보름이를 결계 안에 가두어놓는다. 그러던 어느날 박처사는 금강산으로 유람온 이상공에게 반하고 그와 연을 만들기 위하여 딸을 이용해 사돈을 맺는다. 갑작스러운 혼인으로 결계 밖으로 나온 보름이는 바로 엄마 직녀에게 발각되고 혼례식날 직녀가 던진 저주에 아빠 대신 맞아서 흉측한 모습이 되고 만다.

## 등장 인물
박보름
16년의 감금생활 도중 갑작스러운 혼인으로 지상세계로 나왔다. 엄마 직녀를 닮아서 자수에 뛰어난 능력을 보인다. 신랑의 미모에 한눈에 반한다.
이시백
연안도 관찰사 이득춘의 외동아들로 뛰어난 외모를 가졌으나 여자를 밝히고 품행이 단정치 못한 성격으로 집안 망신을 주도해왔다. 머리가 좋고 눈치가 빠르다. 혼례를 치른 후 신부의 흉측한 외모를 보고 가출한다. 조선시대의 실존인물 이시백과는 상관이 없어보인다.
임경업
이시백과는 아는 사이. 연안도 병마절도사 임황의 아들이다. 조선시대의 실존인물 임경업과는 상관이 없어보인다.
박처사
선계 희대의 카사노바이자 보름이의 아빠이다. 자기자신의 도술 능력은 뛰어나나 가르치는 능력은 형편없어서 딸 보름이의 도술 재능을 꽃피워주지 못했다. 딸은 키우지도 않고 만날 여자를 만나러 다녔다. 직녀의 저주로 개가 된다.
이득춘
이시백의 아버지이며 연안도 관찰사이다. 이상공이라고도 불린다. 인품 좋은 성격으로 사람들의 존경을 받지만 한편으로 박처사가 사돈 맺자는 말에 쉽게 넘어가는 팔랑귀와 모험심도 함께 가지고 있다. 현재는 자신이 믿었던 박처사 탓에 여러모로 고생을 하고 있다.
김설
연안도 유지 김대감의 일남일녀 중 장녀이며 이시백의 약혼녀였다. 파혼당하자 시집 온 보름이를 불쾌해 하였지만 어딘지 처지가 비슷한 보름이와 친구가 되어 보름이를 매우 아낀다.
직녀
천상선녀이자 보름이의 엄마. 아기를 낳았더니 박처사에게 도둑맞았다.

## 관련 정보
- 2권의 '연안도 최고 규방아씨 선발대회'에는 《슈퍼스타 K 2》의 패러디가 들어가있다.

## 서지 정보
- 《어화둥둥 내 보르미》

1권, 2010년 12월 30일 초판발행, 서울문화사, ISBN 978-89-263-1765-5
2권, 2011년 3월 25일 초판발행, 서울문화사, ISBN 978-89-263-1848-5
3권, 2011년 7월 30일 초판발행, 서울문화사, ISBN 978-89-263-1952-9
4권, 2011년 10월 27일 초판발행, 서울문화사, ISBN 978-89-263-2647-3
5권, 2012년 1월 26일 초판발행, 서울문화사, ISBN 978-89-263-2902-3